# 蔵前国技館

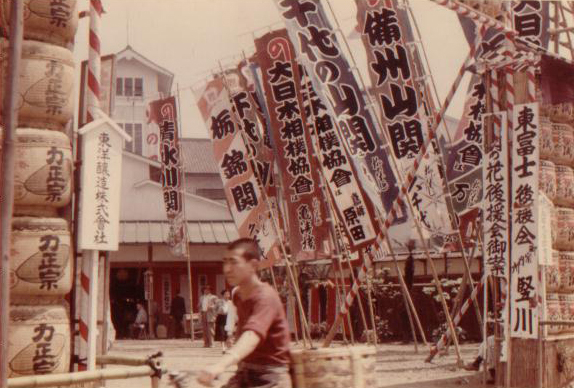
蔵前国技館正門（昭和29年）

蔵前国技館（くらまえこくぎかん、旧字体：藏前󠄁國技館󠄁）は、1984年（昭和59年）秋場所まで、東京での大相撲の本場所が開催されていた施設である。外観は純和風で独特の雰囲気のあるものであった。

## 概要
東京都台東区蔵前2丁目1-1に所在していた。最寄り駅は都営地下鉄浅草線蔵前駅で、他に国鉄総武線浅草橋駅も徒歩圏内であった。
1941年（昭和16年）に購入していた日本相撲協会の土地に戦後、海軍厚木飛行場の格納庫を解体した鉄骨の払い下げを受けて仮設される。収容人員は約11,000人。2階建てで、1階は溜まり席と枡席、2階は椅子席と貴賓席が設けられていた。GHQにより両国国技館が接収され、相撲興行が出来なくなった相撲協会は、明治神宮外苑の野天相撲や浜町の仮設国技館などで興行を続けていたが、本格的な興行場所を求めて蔵前に1949年（昭和24年）10月23日の地鎮祭より建設を開始、翌年「仮設」のまま蔵前国技館として開館した。
蔵前国技館が正式に完成したのは1954年（昭和29年）9月である。1952年（昭和27年）9月場所直前の9月19日、享保年間より250年にわたって続いてきた四本柱を撤廃、この場所より吊り天井となり4色（青・白・赤・黒）の房がぶらさげられるようになった。この時は吊り天井に屋根は無く、翌1953年（昭和28年）5月場所からは神明造の屋根（四本柱時代の1931年（昭和6年）5月場所より入母屋造の屋根から改められた）付きの吊り天井となった。これで土俵の雰囲気が変わるのはやむを得なかったが、勝負は見やすくなった。四本柱撤廃と同時期に1909年（明治42年）1月の回向院以来、43年間にわたって本場所では絶えていた力士幟が1952年（昭和27年）1月場所より復活、国技館の前は相撲情緒が大いに盛り上がった。またこの場所より弓取式を連日、結びの一番後に行うことになった。
開館式（1954年9月18日）では、千代の山と鏡里の両横綱が三段構えを行った。1971年（昭和46年）1月の改修落成記念式でも、玉の海と北の富士の両横綱がこれを行っている。
この前年（1953年）の5月場所からテレビ中継放送が始まり、1958年（昭和33年）5月場所からは、東西2階席手摺りに自動電光掲示板が新設（十両以上の取組）された。
1955年（昭和30年）5月場所（5月24日）10日目には昭和天皇が蔵前国技館で初めて相撲を観戦、以後天覧相撲は国技館で行われることとなる。
以上のように相撲史に残る数多くの出来事があり、「栃若時代」「柏鵬時代」「輪湖時代」の各黄金時代の舞台となるなど、蔵前国技館が使用されていた時代は、戦後の大相撲で最も活気ある時代でもあったといえる。
この時代の興行収入やプロレス・ボクシングなどの使用料収入が両国「新」国技館の建設費用に貢献したと言われている。プロレスでは、プロレスブームの出発点となった力道山・木村政彦対シャープ兄弟の一戦に始まり、力道山対木村の日本選手権、ミルドレッド・バークらを招いて行われた日本初の女子プロレス大会、アントニオ猪木対ジョニー・バレンタインの東京プロレス旗揚げ戦、ジャイアント馬場対ボボ・ブラジルの馬場の三十二文ロケット三連発、ザ・ファンクス対ブッチャー・シークの『世界オープンタッグ選手権』最終戦、初代タイガーマスクデビュー戦・タイガーマスク対ダイナマイトキッドなど、昭和プロレスの名勝負の数々が戦われた会場でもある。プロレス最後の興行は1984年8月2日、新日本プロレスのアントニオ猪木対長州力戦であった。猪木が長州からグランドコブラで3カウントを奪い、プロレスでは蔵前国技館最後の勝利者となった。
ただし、閉場直前の1984年6月14日の新日本プロレス「第2回IWGPリーグ戦優勝戦」で、メインの猪木対ハルク・ホーガン戦の試合内容を巡ってファンが暴動を起こし、大時計の破壊や桟敷席の敷物が剥がされたほか、2階通路で火が付けられるなどの損害が出た不祥事が発生している（翌年の両国国技館オープンが予定されていたため、損害請求には至らなかった）。
ボクシングでもポーン・キングピッチ対関光徳の世界フライ級タイトルマッチを皮切りに数多くの世界戦が組まれた。蔵前国技館で初めて世界王座を獲得した日本人選手はファイティング原田で、ポーンを11ラウンドK.O.で退けた後に世界チャンピオン誕生を祝福する座布団の舞が起こった。また、沼田義明対小林弘の史上初となる日本人同士の世界戦が行われたのも蔵前国技館である。
なお、当時は現在の両国国技館のようにエレベーター式の昇降型土俵ではなかったため、プロレスやボクシングなどの興行を行うときには、土俵の真上に（土俵に覆い被せる形で）リングを設置していた。そのため、プロレス興行に登場する悪役レスラーが、リングの下から土俵の土や砂を握って、反則攻撃に使うことがお馴染みとなっていた。また、あくまで女人禁制の大相撲の土俵上であるために女子プロレスなど女子が出場する大会には次第に貸さなくなり花束嬢はリングには上がれずレスラーがリングに上がる前に花束を渡していた。
1953年（昭和28年）、第1回全日本剣道選手権大会、1956年（昭和31年）、第1回世界柔道選手権大会の会場にも使用された。
漫画『あしたのジョー』でも金竜飛戦の会場として描かれたことがあった。
1966年（昭和41年）5月の運営審議委員会において協会は「新国技館」の設計図と模型を運審に提出し、新国技館建設（蔵前国技館の改築）の了承を運審から得たが、具体的な動きにはつながらなかった。1966年5月18日付の『報知新聞』には「蔵前国技館の跡地に収容人数2万2000人の新国技館を建設する」という趣旨の記事が掲載されていたが、この年あたりから相撲人気の陰りが見えて民放テレビ各局が相撲中継から撤退した影響で、結局この「新大国技館構想」は実現しなかった。
1975年10月19日、キャンディーズの『キャンディーズ10,000人カーニバル』、1976年10月11日、『キャンディーズ10000人カーニバル Vol.2』のコンサートがそれぞれ開催され、『10000人カーニバルVol.2』では、13500人が入場している。
漫画『キン肉マン』においても、第21回超人オリンピック決勝トーナメントの準決勝会場として描かれたことがある。
建物の老朽化もあり1984年（昭和59年）9月場所千秋楽を最後に閉館。翌年1月初場所から隅田川向かいの両国国技館（2代目）で興行となった。蔵前国技館跡地は東京都に売却され、その売却益が両国国技館建設の資金となった。跡地は現在、東京都下水道局北部下水道事務所と見学施設「蔵前水の館」となっており、見学施設内には蔵前国技館に関する展示もある。

## 蔵前国技館に関する記録
- 蔵前仮設国技館最初の場所（1950年1月場所）で幕内最高優勝をしたのは千代の山（大関、当時は「千代ノ山」）、蔵前国技館となってから（1954年9月場所）最初は栃錦で、最後の場所（1984年9月場所）では平幕の多賀竜（最高位は関脇）だった。多賀竜は蔵前国技館での優勝経験者として最後に現役に残った力士でもあった。
- 蔵前での優勝の最多は大鵬と北の湖でともに16回。また、ともに蔵前場所連続優勝の記録でも最多（5場所連続）である。北の湖は最初の6回の優勝は全て蔵前での本場所で達成（しかも1月場所と5月場所のみ）している。
- 旧両国国技館と蔵前国技館の両方で優勝したのは、羽黒山だけ（旧両国で3回、蔵前で1回。蔵前での唯一の優勝は37歳2か月の時に全勝で記録し同時に最年長全勝優勝の記録となっている。）。戦後すぐの流浪の時期も含めれば、東富士、照國、それに千代の山らも、ふたつの「仮設国技館」で優勝したことになる。増位山の2度の優勝は、ともに大阪福島公園と浜町公園での本場所で、蔵前での優勝はなかったが、やはりふたつの「仮設国技館」で優勝している。
- 蔵前国技館と新両国国技館で優勝した力士は千代の富士だけ（蔵前で2回、新両国で11回。千代の富士は初優勝以降蔵前での本場所を10回経験しているが優勝は2回だけである。）。国技館移転をまたいで優勝した者には、他に北天佑がいるが、2度目の優勝は地方場所（名古屋）でだった。
- 蔵前で幕内を務め、現役で最後に残ったのは水戸泉。2011年（平成23年）5月技量審査場所で序二段（元十両）の栃天晃が引退し、蔵前国技館を経験した力士は全て引退した。
- 蔵前の土俵に上がった最古参の幕内経験者は元大関の名寄岩で仮設開館当時35歳3か月。1954年9月場所まで土俵を務めた。

## エピソード
- 蔵前国技館では1階観客通路に面して支度部屋が設けられていた。従って観客は支度部屋の様子を窓越しに見ることができ、支度部屋と土俵を行き来する力士たちを通路で直に見ることもできた。現在の両国国技館では保安などの関係から観客通路は支度部屋から分離されている。
- 1967年に公開された映画『007は二度死ぬ』では、主要な東京ロケ地のひとつとして使用された。
- 1971年の改修前は館内にすきま風が吹き、初場所では寒さに震えながら観客が相撲を観戦するような状態だった。大相撲担当記者からそのことを問われた、相撲協会理事長の時津風が「そこは土俵の熱戦で暖まっていただいて……」と苦しい答弁をする程だったが、時津風の没後3年して改修が完了した。
- 両国国技館は地下に焼き鳥の仕込や調理を一括しておこなう「焼き鳥工場」があることで有名だが、この焼き鳥事業は国技館サービス株式会社の前身・相撲サービス株式会社が蔵前国技館時代から行なっていた事業。当時は地上にあった調理場で一つひとつ炭火焼きにしていた。そのため午前中は国技館から鶏肉を焼く煙と香匂が広がり、これも蔵前界隈の風情を代表する光景のひとつだった。
- 大相撲や格闘技以外のイベントでは、日本将棋連盟が行うイベント『将棋の日』で使用されたことがあり、将棋の対局が土俵上で行われた。1975年にはイベントの一環として『将棋の日』開催当時に行われていた第14期十段戦七番勝負の中原誠対大山康晴の対局の一部が蔵前国技館での公開対局として行われたが、これは将棋史上初のタイトル戦の公開対局だった。